# 웁살라 대성당

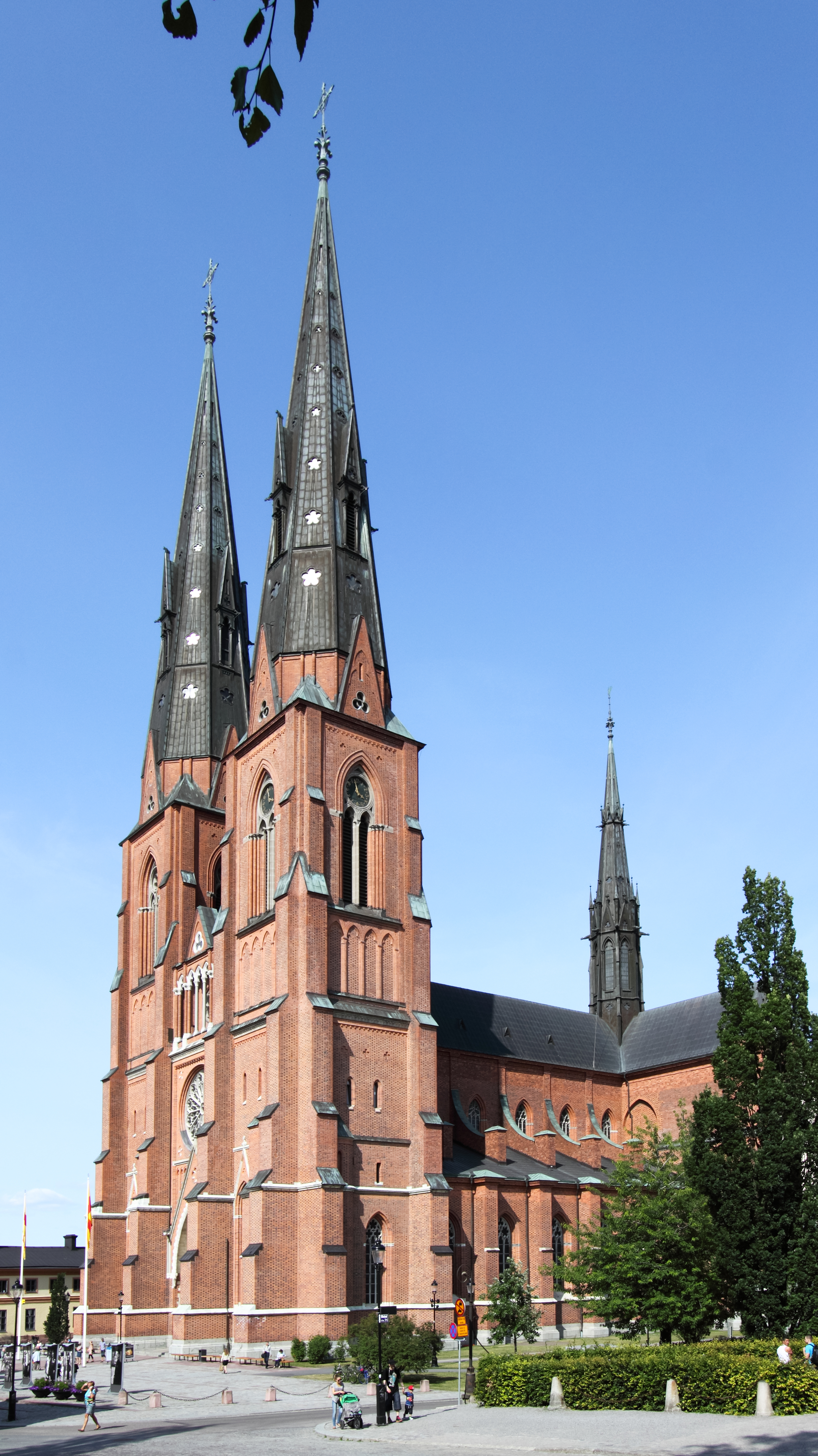
웁살라 대성당

웁살라 대성당(스웨덴어:  Uppsala domkyrka)는 스웨덴의 웁살라에 있는 웁살라 대학교와 퓌리스강 사이에 있는 대성당이다. 루터교회에 의해 운영되고 있고, 현재 대주교는 안체 잭클린, 주교는 래그나 페리세니우스이다.
13세기 후반에 건설 되었으며, 높이는 118.7 m로 스칸디나비아반도에서 가장 높은 성당이다. 로마 가톨릭교회에 의해 만들어졌으나, 종교 개혁때부터 오랜 기간 동안 스웨덴의 대관식을 위해 사용되었다. 그곳의 예배당은 구스타브 1세 바사, 요한 3세 등을 포함한 스웨덴 군주들의 무덤으로 용도를 바꾸었다. 칼 폰 린네, 루드베크, 에마누엘 스베덴보리와 많은 군주들 또한 이곳에 묻혀있다.

## 같이 보기
- 스웨덴 교회
- 웁살라 신전